# Spotkajmy się w więzieniu
Spotkajmy się w więzieniu lub Chodźmy do paki (ang. Let's Go to Prison) – amerykańska komedia kryminalna z 2006 roku w reżyserii Boba Odenkirka. Wyprodukowany przez Universal Studios.

## Opis fabuły
John (Dax Shepard) chce się zemścić na sędzi, który kilkakrotnie skazywał go na więzienie. Gdy okazuje się, że mężczyzna nie żyje, kryminalista obiera sobie za cel jego syna, Nelsona Biedermana IV (Will Arnett). Wrabia go w napad. Liczy, że spotkają się w jednej celi.

## Obsada
- Dax Shepard jako John
- Will Arnett jako Nelson
- Chi McBride jako Barry
- David Koechner jako Shanahan
- Dylan Baker jako Warden
- Michael Shannon jako Lynard
- David Darlow jako sędzia Biederman
- Bob Odenkirk jako Duane
- AJ Balance jako 18-letni John